# Daniel Follonier
Daniel Follonier (* 18. Januar 1994) ist ein Schweizer Fussballspieler.

## Karriere

### Verein
Seine Juniorenzeit verbrachte Daniel Follonier beim FC Sion.
Im Januar 2014 schaffte er den Sprung ins Kader der 1. Mannschaft des FC Sion in die Schweizer Super League. Follonier debütierte am 18. Mai 2014 beim 3:1-Heimsieg gegen den Grasshopper Club Zürich in der Schweizer Super League, wo er zwei Minuten nach seiner Einwechslung gleich sein erstes Meisterschaftstor schoss.
Am 26. Juli 2017 wechselte Follonier zum FC Luzern, wo er einen Vertrag bis Ende Juni 2021 unterschrieb. Follonier schoss am 10. September 2017 sein erstes Meisterschaftstor für den FC Luzern beim 2:2 im Heimspiel gegen den FC Thun.
In der Saison 2018/19 war Follonier in der Challenge League an den Servette FC ausgeliehen.
Anfang September lieh der FC Luzern Follonier bis Ende Saison 2019/20 zum SC Kriens in die Challenge League aus.

### Nationalmannschaft
Follonier absolvierte 4 Juniorenländerspiele für die U-18-Nationalmannschaft der Schweiz.

## Erfolge
- Schweizer Cupsieger: 2015 mit dem FC Sion.